# Niechmirów (gromada)
Niechmirów – dawna gromada.
Gromadę Niechmirów siedzibą GRN w Niechmirowie utworzono w powiecie sieradzkim w woj. łódzkim, na mocy uchwały nr 38/54 WRN w Łodzi z dnia 4 października 1954. W skład jednostki weszły obszary dotychczasowych gromad Niechmirów, Wolnica Niechmirowska, Kamionka i Jarocice (z wyłączeniem parcelacji Jarocice-Łęg) ze zniesionej gminy Burzenin w tymże powiecie. Dla gromady ustalono 14 członków gromadzkiej rady narodowej.
1 lipca 1968 z gromady Niechmirów wyłączono wieś i osadę młyńską Jarocice oraz kolonię Waszkowskie, włączając je do gromady Burzenin w tymże powiecie, po czym gromadę Niechmirów zniesiono a jej (pozostały) obszar wszedł w skład nowo utworzonej gromady Kamionka tamże.